# El Independiente (Acadiana)
El IND Monthly (anteriormente The Independent Weekly ) era un periódico publicado en Lafayette, Luisiana. Fue publicado por primera vez en 2003.
Imprimió su número final en marzo de 2017 y cerró permanentemente en junio de 2017.

## enlaces externos
- Medios de comunicación

- Datos: Q7741793